# Dąbrowská pánev

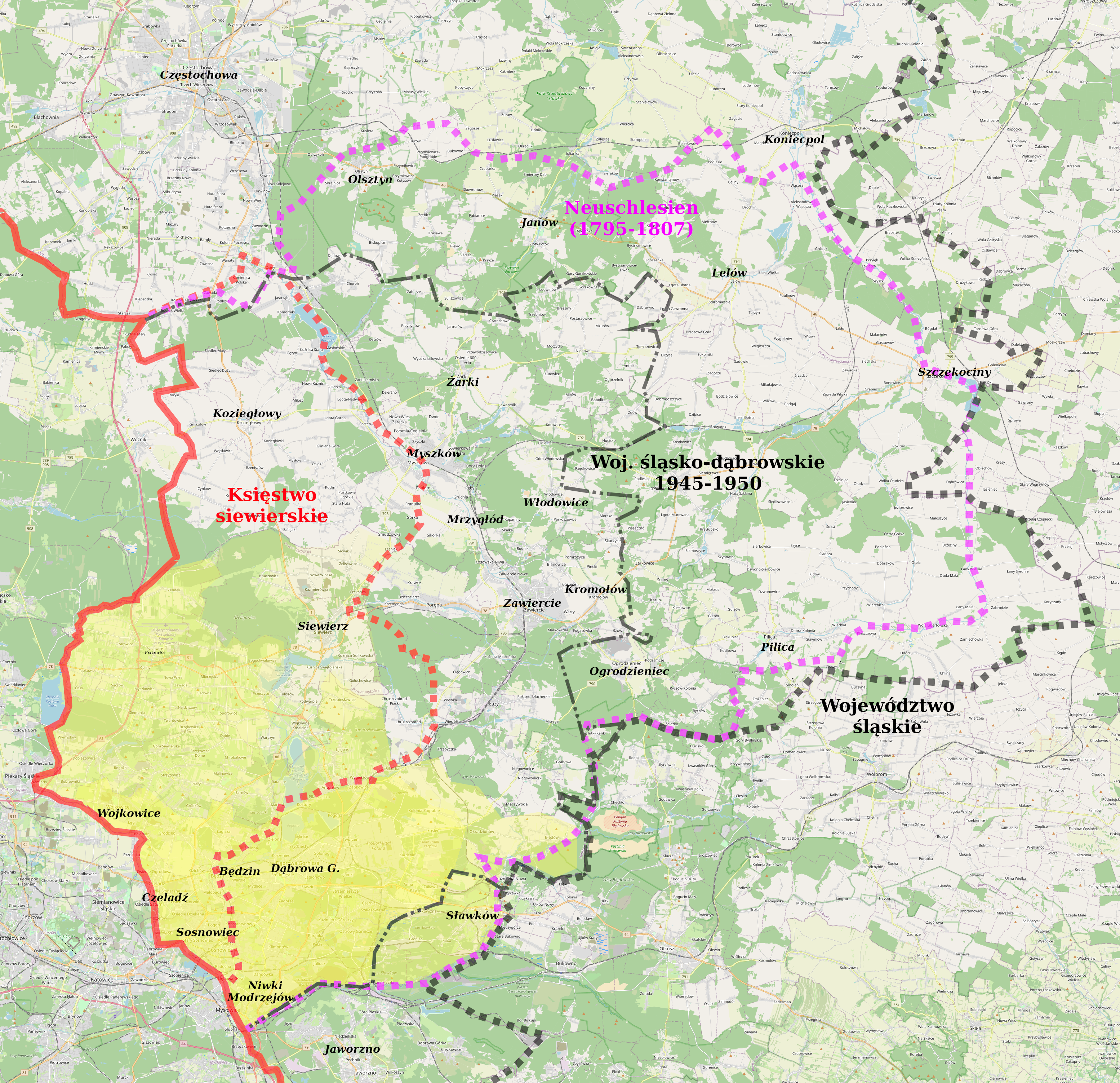
Dąbrowská pánev v užším smyslu (žlutě) na pozadí historických hranic

Dąbrowská pánev (polsky Zagłębie Dąbrowskie, často zkráceně jen Zagłębie, slezsky Altrajch) je region v jižním Polsku. V úzkém pojetí se jedná o tu část katovické konurbace, která byla v 19. století součástí Kongresového Polska a v meziválečném období patřila ke Kieleckému vojvodství: města Będzin, Czeladź, Dąbrowa Górnicza (od něhož je odvozen název celé oblasti), Sosnovec, Sławków a Wojkowice, dále také přilehlé venkovské obce v okrese Będzin a v gmině Ożarowice z okresu Tarnovské Hory (včetně obce Pyrzowice, kde se nachází mezinárodní letiště pro katovickou konurbaci). V širším slova smyslu bývá k Dąbrowské pánvi připočítáváno rovněž okolí měst Myszków, Olkusz a Zawiercie, ovšem zagłębská identita tamních obyvatel je diskutabilní. Z hlediska zemského členění se Zagłębie řadí k Malopolsku.

## Dějiny

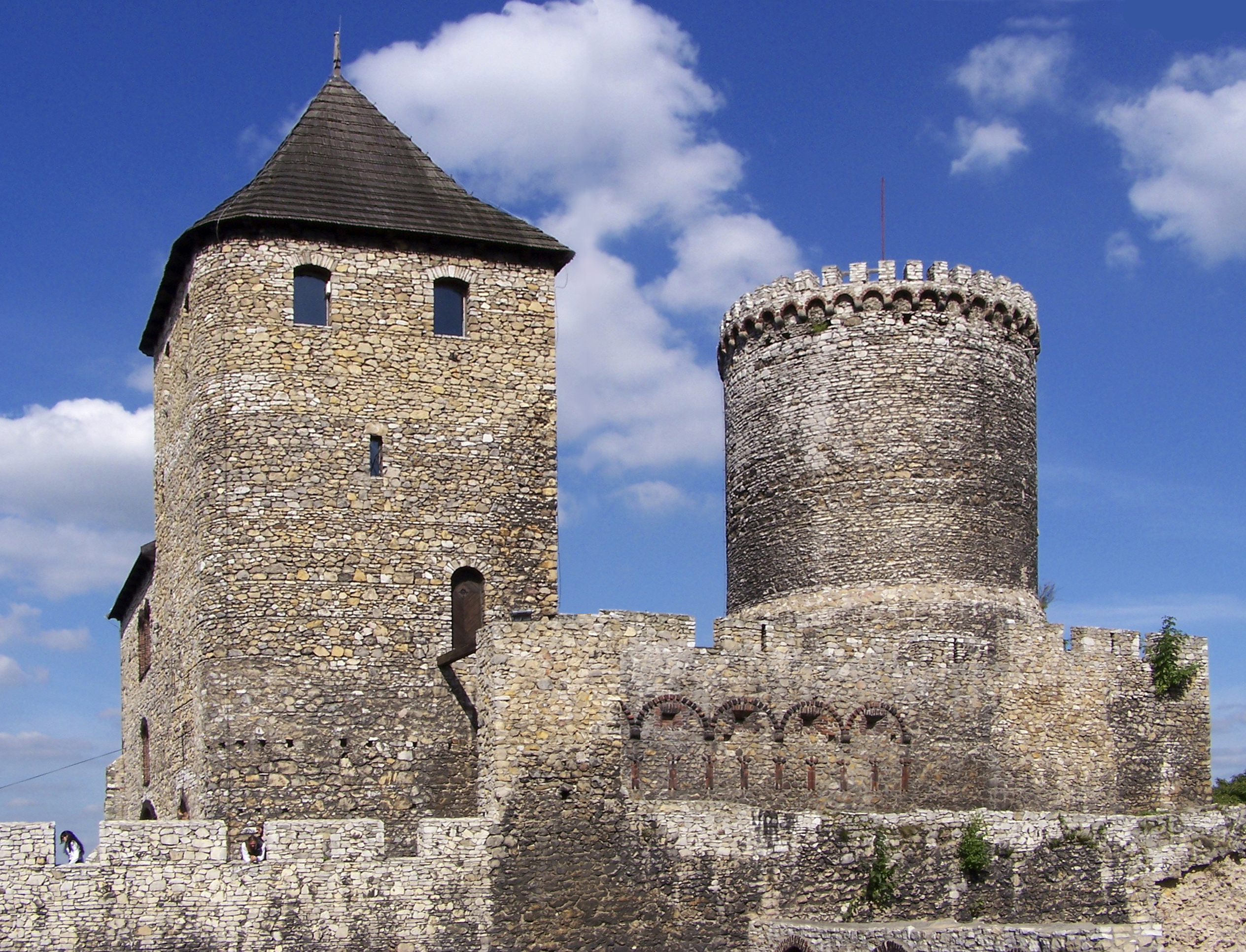
Będzińský hrad – ikonická památka regionu

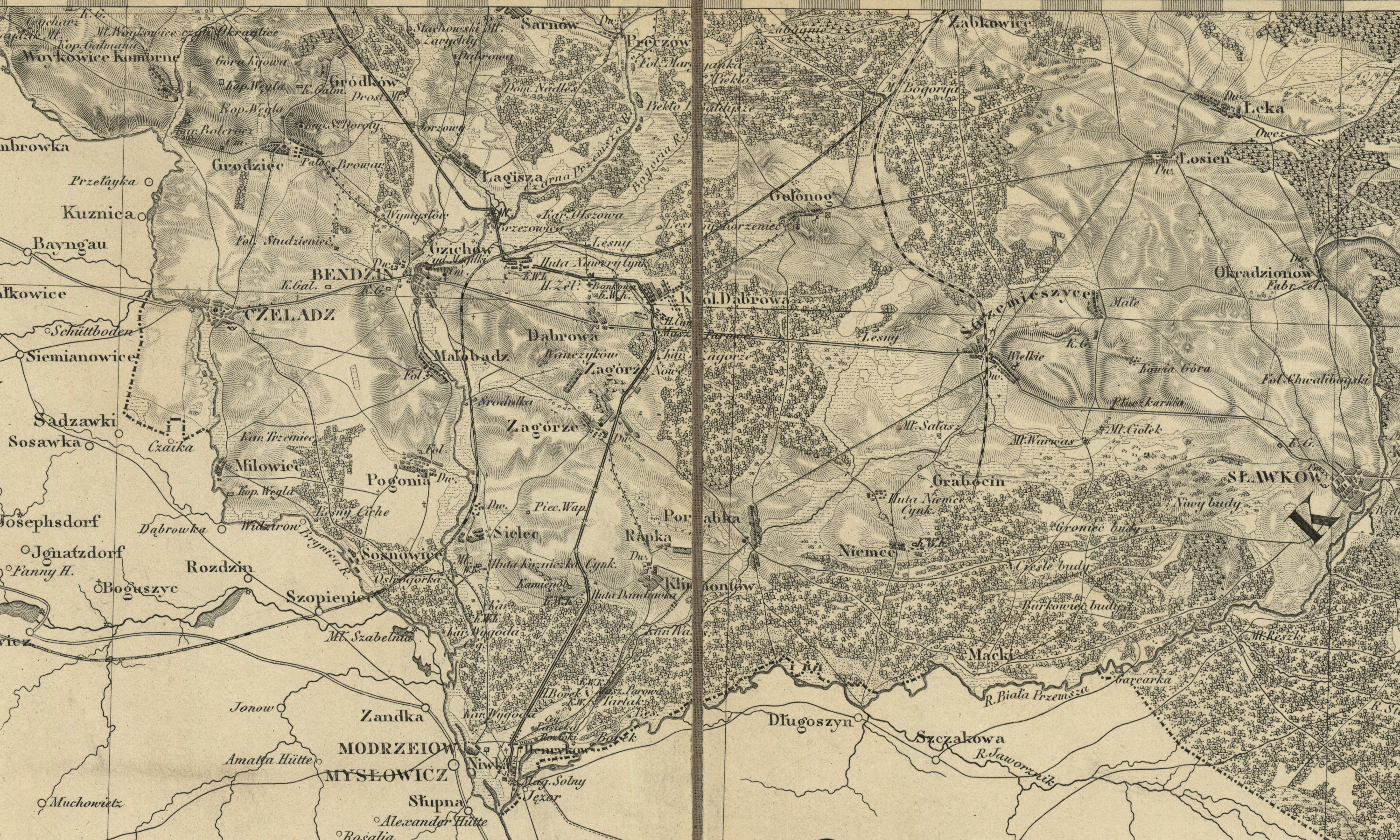
Dąbrowská pánev v roce 1843

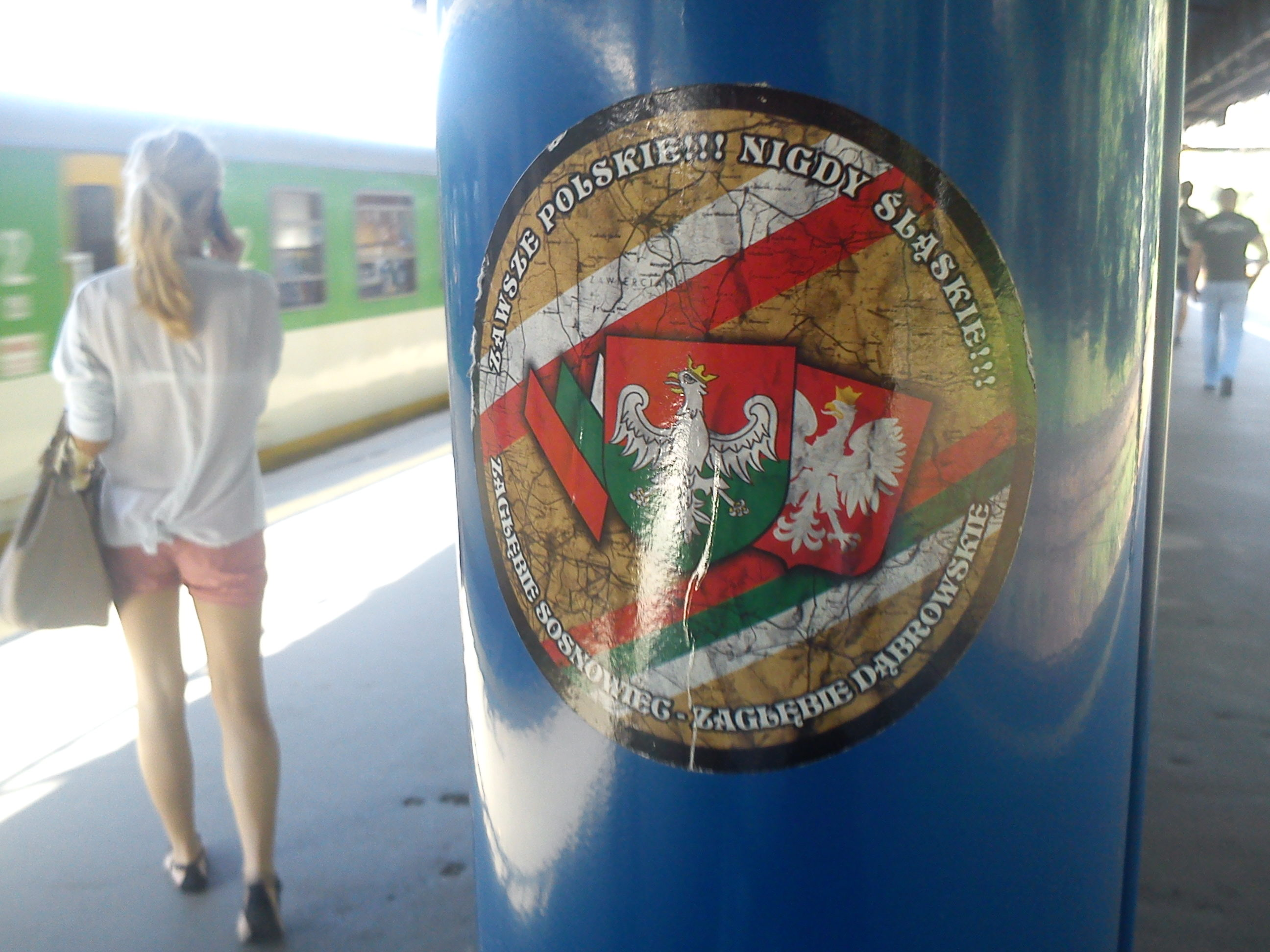
Nálepka Zagłębie Dąbrowskie – vždy polské, nikdy slezské

Prvním územním celkem, který částečně odpovídal dnešní Dąbrowské pánvi, bylo Seveřské knížectví. Vzniklo při dělení slezského Bytomska v roce 1312. Roku 1443 bylo odprodáno krakovským biskupům a tím končí jeho příslušnost ke Slezsku a Zemím Koruny české. Při třetím dělení Polska v roce 1795 připadla tato oblast krátce Prusku, které zřídilo provincii Nové Slezsko tvořenou bývalým Seveřskem a také oblastí Zawiercie a Myszkówa, po Vídeňském kongresu byla však přiřčena Kongresovému Polsku v rámci Ruského impéria.
Vývoj Dąbrowské pánve jako hustě zalidněné aglomerace souvisí s objevením ložisek černého uhlí na konci 18. století. První důl Reden (od jména pruského ministra Friedricha Wilhelma von Redena) byl zprovozněn v obci Dąbrowa (nyní Dąbrowa Górnicza) v roce 1796. Zásadním faktorem podporujícím rozvoj regionu byla výstavba Varšavsko-vídeňské dráhy v letech 1844–1848, která ve vsi Maczki (nyní městská část Sosnovce) překračovala tehdejší rusko-rakouskou hranici.
Dąbrowská pánev byla na přelomu 19. a 20. století jednou z nejvýznamnějších průmyslových oblastí Ruského impéria (zajišťovala 22,5 % těžby černého uhlí a byla třetím hlavním metalurgickým centrem) s rozvinutým dělnickým hnutím. Během první ruské revoluce v roce 1905 existovala deset dnů tzv. Zagłębská republika řízená představiteli socialistické a komunistické strany. Do tamté doby sahá původ přezdívky Rudé Zagłębie (Czerwone Zagłębie), která se díky popularitě ze Sosnovce pocházejícího prvního tajemníka Edwarda Gierka, nadprůměrné podpoře levicových politických uskupení a na polské poměry velmi nízké míře religiozity používá dodnes.
Po první světové válce a vzniku moderního polského státu byla Dąbrowská pánev součástí Kieleckého vojvodství. Trojmezí tří císařů na soutoku Černé a Bílé Přemše mezi Sosnovcem, haličským Jaworznem a slezskými Myslovicemi se po změně hranic stalo jen trojmezím tří polských vojvodství: Kieleckého, Krakovského a autonomního Slezského. Sosnovec byl v meziválečném období desátým největším městem Polska.
Po německém útoku na Polsku v roce 1939 byla Dąbrowská pánev poprvé spojena s částí Horního Slezska v rámci jedné správní jednotky, a to vládního obvodu Katovice v provincii Slezsko (od roku 1941 provincie Horní Slezsko). Zawiercie a Myszków naopak patřily k vládnímu obvodu Opolí.
Po roce 1945 bylo spojení Dąbrowské pánve s industriální části Horního Slezska zachováno v rámci prvního Slezského vojvodství (1945–1950), prvního Katovického vojvodství (1950–1975), druhého „malého“ Katovického vojvodství (1975–1998) a od roku 1998 v dnešním Slezském vojvodství. Zagłębie se propojilo se sousedními slezskými městy, s nimiž vytvořilo jednotnou katovickou konurbaci. Zároveň nezohlednění odlišné minulosti a kulturní identity regionu v názvu a symbolice administrativní jednotky („Slezské“ vojvodství se slezskou orlicí ve znaku), jakož i v Polsku rozšířený stereotyp „uhlí = Slezsko“, vedou k chybnému vnímání Dąbrowské pánve jako součásti Slezska, proti čemuž se ohrazují zagłębští politici a aktivisté. Existuje také rivalita mezi hornoslezskou a dąbrowskou částí konurbace, kterou v humoristické úrovni zpopularizoval například seriál Święta wojna (Svatá válka).
Od roku 2017 jsou obce Dąbrowské pánve v užším smyslu sdružené v Metropoli Horní Slezsko–Zagłębie (Górnośląsko-Zagłębiowska Metropolia).